# روث فرست
هلوئیز روث فرست (به انگلیسی: Heloise Ruth First)، (زادهٔ ۴ مهٔ ۱۹۲۵ – درگذشتهٔ ۱۷ اوت ۱۹۸۲) فعال ضد-آپارتاید و محقق اهل اتحادیه آفریقای جنوبی بود. فرست از والدینی یهودی در سال ۱۹۲۵ متولد شد. او همچون پدر و مادر خود به عضویت حزب کمونیست آفریقای جنوبی درآمد و فعالیت خود را آغاز کرد. هدف این حزب که با کنگره ملی آفریقا متحد شده بود، سرنگونی حکومت آپارتاید آفریقای جنوبی بود. مهم‌ترین فعالیت فرست، عملکرد او به عنوان روزنامه‌نگار بود که با انتشار مقالات متعدد، سیاست‌های جداسازی نژادی معروف به آپارتاید را افشا کرد.
فرست در سال ۱۹۴۹ با جو سلووو ازدواج کرد. او در تاریخ ۱۷ اوت ۱۹۸۲ توسط انفجاری از پیش طراحی شده در موزامبیک ترور شد. فیلم سینمایی یک دنیا فاصله (۱۹۸۸) با الهام از وقایع زندگی او ساخته شده است.